# Marcos Kleine
Marcos Kleine (São Paulo, 3 de janeiro de 1970) é um guitarrista, produtor musical e compositor de trilhas sonoras brasileiro.
Teve visibilidade no exterior por tocar versões de temas da série Star Trek na guitarra e isso lhe rendeu um convite para compor a trilha sonora da paródia animada Sev Trek. Atualmente toca nas bandas Ultraje a Rigor e PAD.
Kleine faz parte do elenco fixo do programa The Noite com Danilo Gentili, junto ao Ultraje a Rigor.

## História

### Infância e Adolescência (1970-1985)
Nascido em 3 de janeiro de 1970 no imo de uma família de raízes alemãs, na cidade de São Paulo, Marcos Kleine sempre foi apaixonado por música. Desde sua infância ele era fã de Kiss e aos 10 anos de idade, aprendeu sozinho a tocar bateria. Em 1985, ele se mudou para um prédio onde acabou conhecendo os membros do Viper, se tornando amigo deles e o primeiro baterista da banda. Durante esta época, Marcos acabou se interessando em tocar guitarra e para conseguir comprar o instrumento e os equipamentos, ele virou entregador de pizza por um período temporário juntamente com Yves e Pit Passarell.

### Exhort (1986-1994)
No ano seguinte, em 1986, formou a banda de power metal Exhort com o vocalista e guitarrista Silvio Vartan, baixista Fernando Machado e o baterista Henrique Verreschi. A banda fez parte da cena underground do Metal brasileiro, onde se apresentaram em lugares históricos como o Rainbow Bar, Espaço Mambembe, Black Jack Bar, Move's Bar, entre outros. O álbum de estreia, "Attitude" foi lançado em 1991 pela gravadora Rock Brigade Records, onde acabaram tendo boa receptividade da mídia e dos fãs, que compareceram em peso na primeira turnê da banda em conjunto com o Viper. Após o fim da turnê, eles começaram a produzir e gravaram o segundo álbum chamado "p.r.a.Y", que deveria ter saído em 1994 pela Eldorado, mas após nove meses de espera no cronograma de lançamento da gravadora, os projetos relativos ao Rock e Heavy Metal foram cancelados pela Eldorado. O grupo então encerrou as atividades naquele mesmo ano. Exhort se reuniram brevemente nos anos 2000 e lançaram "p.r.a.Y" de forma independente.

### Kleine Project (1995-1999)
Após o fim de Exhort, Marcos criou a banda Kleine Project, onde tocava novas versões de temas de filmes e seriados conhecidos em convenções de ficção científica e em clube de fãs do seriado Jornada nas Estrelas. Com as versões da sua banda fazendo sucesso, ele recebeu um convite para criar a trilha sonora do filme Sev Trek.

### Banda Vega e Os Impossíveis (2000-2008)
Em 2000, o ex-guitarrista do Ratos de Porão Mingau e Claudia Gomes retomaram um projeto antigo e juntamente com Marcos Kleine, fundaram a banda Vega naquele ano. Eles passaram a compor juntos e em seguida gravaram uma demo e enviaram para algumas gravadoras. Nesse período, o baterista Caio Mancini entrou para completar o grupo. A gravadora FNM que tinha sua distribuição gerenciada pela Universal Music se interessou pelo projeto e a banda assinou contrato, lançado no ano seguinte seu primeiro álbum chamado “Flores no Deserto”. Com a receptividade sendo positiva, todas as críticas sobre o disco foram favoráveis. Em 2003, a faixa "Incondicionalmente" foi colocado na trilha sonora da novela Jamais Te Esquecerei do SBT. Isso acabou resultando numa parceria entre a Banda Vega e o SBT, onde outras músicas foram utilizadas em outras novelas.
No ano de 2004, Marcos com o companheiro de banda Mingau e o baterista Mario Fabre formaram Os Impossíveis. O grupo serviu como banda de apoio de Léo Jaime na época, onde participaram da gravação da sua coletânea "Rock Estrela - Edição Comentada"  que foi lançado no mesmo ano pela Sony Music. Eles também gravaram uma música exclusiva para novela Começar de Novo.
Em 2007, a Banda Vega lança seu segundo álbum "Novos Tempos".. No mesmo ano, o grupo teve sua música "Herói" colocado na trilha da novela Alta Estação da Rede Record, além de outras que foram adicionados numa coletânea feita pela Rádio NovaBrasil FM.
No ano de 2008, Os Impossíveis se tornaram a banda de apoio do jornalista e cantor Celso Cardoso.

### Ultraje a Rigor e PAD (2009-presente)
Através de uma conta no Facebook, Roger anunciou a entrada do guitarrista Marcos Kleine em 2009. Com esta formação, a banda continuou realizando shows pelas proximidades da região sudeste do Brasil, devido ao medo de avião de Roger, o que leva a banda conseguir agenda em shows que são possíveis a locomoção por ônibus.
Em 2010, foi anunciado o lançamento da biografia Nós Vamos Invadir Sua Praia, que mostra a história da banda. O livro, escrito pela jovem jornalista Andréa Ascenção, autora do agente literário Andrey do Amaral, vem recheado com histórias, fotos, letras de músicas, depoimentos e curiosidades. A biografia foi publicada em abril de 2011 pela Editora Belas Letras. Na época, Roger pretendia gravar um CD e DVD ao vivo, comemorando 30 anos de carreira.
Em junho de 2011, a banda passou a fazer parte do elenco do talk show Agora É Tarde, como banda fixa. Com isso, a banda voltou a ter um maior destaque na grande mídia, se apresentando em grandes festivais, como o SWU, onde tiveram problemas com a produção do cantor britânico Peter Gabriel, e no Reveillon na Paulista.
Em 2012, a banda lançou pela Deckdisc um álbum em parceria com os Raimundos, intitulado O Embate do Século: Ultraje a Rigor vs. Raimundos. A ideia do projeto é de que uma banda regrave da outra, e vice-versa.
No final de 2013, a banda anunciou a saída da Rede Bandeirantes e do Agora É Tarde, se juntando, assim, a Danilo Gentili, Léo Lins, Murilo Couto e Juliana Oliveira no novo late-night talk show brasileiro, The Noite no SBT.
Em 2015, a banda grava o álbum instrumental Por que Ultraje a Rigor?, Vol. 2, sendo uma continuação do álbum de versões, lançado pelo grupo em 1990. O registro, gravado ao vivo no estúdio, conta com 20 regravações e tem a distribuição da EF, selo pertencente à Sony Music. O projeto foi lançado em agosto. No mesmo ano se apresentaram no Palco Sunset da sexta edição do Rock in Rio, ao lado de Erasmo Carlos..
Em 2016, abriram o show dos Rolling Stones no Estádio do Maracanã pela turnê América Latina Olé Tour 2016.. No mesmo ano Kleine formou juntamente com Fabio Noogh, Leandro Pit, Will Oliveira, Rodrigo Simão e Thiago Biasoli, a banda PAD. Em junho de 2018, PAD lançou seu primeiro álbum chamado "O Som e A Cura" nas plataformas de streaming. O álbum carrega influências claras do tradicional rock nacional, mas sem deixar de lado as bandas que ajudaram a moldar o gênero como Van Halen e Journey. O Som e A Cura traz dez faixas, sendo uma delas “Estranho Mundo Novo”, que ganhou um clipe em dezembro de 2017.
No dia 31 de janeiro de 2019, estreou o documentário Ultraje. Dirigido por Marc Dourdin, o documentário foi lançado em comemoração aos 35 anos de banda, contando com participação de todos os integrantes que por ela passaram nesse tempo. Segundo informações da Vice Brasil, o documentário foi um fracasso de bilheteria, tendo estreado em 20 salas de cinema e levado 101 pessoas para as sessões, sendo a menor bilheteria entre os filmes nacionais.

## Discografia

### Com sua Banda “Kleine Project”
- 1998 - Kleine Project “Vol. I” (Independente)
- 1999 - Kleine Project “Vol. II” (Independente)

### Com a banda “Vega”
- 2002 - “Flores no Deserto” (FNM / Universal)
- 2007 - “Novos Tempos” (Brazil Música)

### Com “Ultraje a Rigor“
- 2012 - O Embate do Século: Ultraje a Rigor vs. Raimundos (Deckdisc)
- 2015 - Por que Ultraje a Rigor?, Vol. 2 (EF/Sony Music)

### ComLéo Jaime
- 2004 - “Rock Estrela – Edição Comentada” (Columbia / Sony Music)
- 2008 - “Interlúdio” (Som Livre)

### Com Jam Session 80
- 2005 - Anos 80 Multishow ao Vivo (Som Livre)

### Com “Atilla”
- 1989 - Atilla” (Independente)

### Com a Banda “Exhort”
- 1991 -“Attitude” (Dinamite)
- 2010 - “P.R.A.Y.” (Independente)

### ComJosé Briamonte
- 2001 - “New Age Brasil” (Inter Records)

### ComDuo Vison
- 2004 - “High Dive” (Infinity)

### Com "A Fabulosa Orquestra de Rock'n' Roll"
- 2005 - “Ao Vivo no Rádio Clube” (Deckdisk)

### ComMario Fabre
- 2008 - “Rock” (Independente)

### ComProfessor Aéreo
- 2009 - “Ida” (Independente)

### ComCelso Cardoso
- 2009 - “Deixa Acontecer” (Tratore)

### Com Neto Trindade e Bando da Lua
- 2010 - “Posso Voar” (Z Records / Tratore)

## Prêmios e indicações
- 2009 - Como compositor de trilhas sonoras, Kleine concorreu ao prêmio The 100º Job. No trabalho, Kleine tocou guitarra e teclado.